# 新庄市立明倫学園
新庄市立明倫学園（しんじょうしりつめいりんがくえん）は、山形県新庄市にある義務教育学校。

## 概要
新庄市で萩野学園に次ぐ、2校目の義務教育学校である。

## 沿革

### 略歴
2021年、新庄市立沼田小学校、新庄市立北辰小学校、新庄市立明倫中学校が統合し開校した。

### 年表
- 2021年（令和3年）
  - 1月 - 校歌完成[3]。
  - 4月1日 - 開校。
  - 4月7日 - 開校式挙行[4]。最初の始業式も挙行[5]。
  - 4月8日 - 第1回入学式挙行[5]。
- 2022年（令和4年）
  - 3月11日 - 4学年・7学年（中学1年生相当）修了式挙行[5]。
  - 3月15日 - 最初の修了式挙行[5]。
  - 3月16日 - 第1回卒業証書授与式挙行[5]。
  - 3月25日 - 最初の離任式挙行[5]。

## 教育目標
いのち輝き、夢に向かって学び続ける子どもの育成

## 学校行事
| - 4月 入学式・始業式 - 5月 - 6月 | - 7月 終業式 - 8月 - 9月 始業式 | - 10月 - 11月 - 12月 終業式 | - 1月 始業式 - 2月 - 3月 卒業式・終業式 |

## 通学区域
- 新庄市[2]
  - 本町4番、5番10号から39号まで、5番44号、6番、7番、沼田町(ただし、2番3号から10号までを除く。)
  - 大手町2番52号から56号まで、4番7号から29号まで、5番7号から53号まで
  - 住吉町4番18号から40号まで、5番5号から22号まで、6番3号から29号まで、7番8号から21号まで
  - 北町、万場町、常葉町、石川町、谷地小屋、西町、上西山、滝ノ倉、冷水沢、泉ヶ丘、円満寺町、木栄町、関屋、東天町、三本橋、東本町、中山町、上茶屋町、中道町、明倫通り、桧町、太田、荒小屋、高壇、北新町、北新町団地、中川原、野中、小月野、月岡、梅ヶ崎、一本柳、中山、小泉

## 交通
- 山交バス「新庄〜金山線」で、「石川町」停留所下車後、
  - 新庄駅前行のりばから、徒歩約320m・約5分。
  - 金山行のりばから、徒歩約390m・約6分。
- JR東日本奥羽本線（山形新幹線）新庄駅から、
  - 徒歩約1.7km・約25分。
  - 上述の山交バス「新庄〜金山線」に乗車し、「石川町」停留所下車後、徒歩。

## 周辺
- 社会福祉法人平和春秋会新庄保育園 - 敷地が隣接、また進学前保育園のひとつ。
- 山形県道308号曲川新庄線
- 山形地方法務局新庄支局 - 県道308号線をはさんで、敷地が隣接。
- JR東日本陸羽西線 - 線路はすぐ近くだが、新庄駅は離れている。
- 学校法人平和学園新庄幼稚園 - 進学前幼稚園のひとつ。
- 指首野川
- 小檜室2号公園 - 新庄市道をはさんで、敷地が隣接。
  - 小檜室2号公園以外の公園も点在するほか、中小規模の医療機関も点在する。